# Opération Harekate Yolo
Guerre d'Afghanistan
L'opération Harekate Yolo est une opération militaire en Afghanistan menée par des forces afghanes, norvégiennes et allemandes secondées par des éléments espagnols, italiens, lettons et hongrois contre la guérilla des talibans. Elle eut lieu aux mois d'octobre et de novembre 2007 dans les provinces de Faryab, de Faizabad, du Badakhchan et le district de Ghowrmach (en). La coalition y remporta un succès tactique.

## Effectifs
La coalition engage dans l'opération près de 2 000 hommes : 1 300 Afghans, 460 Allemands, 260 Norvégiens utilisant par la première fois au combat des Combat Vehicle 90 et quelques dizaines d'Italiens. Les reconnaissances de l'OTAN indiquent une force de 300 insurgés à Ghowrmach.

## L'opération
La forces de la coalition attaquent le district de Ghowrmach (en) le 1er novembre. Les combats durent jusqu'au 6 novembre 2007 et les insurgés sont contraints de se replier.

## Pertes
La coalition compte un tué par un engin explosif le 8 novembre. Les Norvégiens estiment les pertes des combattants talibans entre 45 et 65. De son côté, le ministère de la Défense allemand confirme la mort de 14 talibans.

## Source
- (en) Cet article est partiellement ou en totalité issu de l’article de Wikipédia en anglais intitulé « Operation Harekate Yolo » (voir la liste des auteurs).